# Horusitzky Ferenc
Horusitzky Ferenc Nándor (Horušicki Henrik Róbert; 1917-ig) (Budapest, 1901. február 10. – Budapest, 1971. november 24.) nyugdíjas egyetemi tanár, a föld- és ásványtani tudományok doktora (1952), a Magyarhoni Földtani Társulat volt főtitkára és elnöke, majd tiszteleti tagja, a Földtani Kutatás Kiváló Dolgozója, a Magyarhoni Földtani Társulat vasgyűrűje és a Munka Érdemrend ezüst fokozatának tulajdonosa.

## Életpályája
1919-ben iratkozott be a budapesti tudományegyetem természetrajz–vegytan szakára. 1924-ben doktori szigorlatot tett. 1925-ben megkapta tanári oklevelét és tanársegédi kinevezését az egyetem Földtani Intézetébe, Papp Károly mellett (1928-ig). 
Tanulmányúton volt Svájcban, majd 1928–1930 között a Sorbonne-on folytatott tanulmányokat Léon Bertrand tanszékén. 1934-ben a Földtani Intézetben asszisztense, 1936-ban adjunktusa, 1938–1946 között osztály-geológusa, majd főgeológusa volt. 1938–1940 között a Magyarhoni Földtani Társulat választmányi tagja, 1940–1941 között első titkára, 1955–1958 között társelnöke, 1958–1970 között elnöke, 1970–1971 között tiszteleti tagja volt. 1940-ben Magyarország geológiája tárgykörből a budapesti tudományegyetem magántanárrá habilitálta. 
1941-től a Szent István Tudományos Akadémia rendes tagja volt. 1946–1950 között a Szegedi Tudományegyetem Földtani Tanszékén a geológia nyilvános rendkívüli tanára volt. 1950–1952 között a Bányászati Kutató és Mélyfúró Nemzeti Vállalathoz, majd 1955–1961 között ismét a Földtani Intézethez osztották be. 1952–1955 között a BME Soproni Földmérőmérnöki Kar Földtani és Tereptani Tanszéke egyetemi tanára volt. Közben az ELTE és a Marx Károly Közgazdaságtudományi Egyetem meghívott előadója volt. 1970-től tiszteletbeli tagja volt. 1961-ben nyugdíjba vonult.

### Munkássága
Még hallgató korában megismerte több németországi egyetem földtani intézetét és a helyszínen tanulmányozta a német területek földtanát. Helyszíni tanulmányutakon volt ez idő alatt az Alpokban, a Pireneusokban és a Párizsi medencében. Őslénytannal, hidrogeológiával foglalkozott. Behatóan tanulmányozta a Budai-hegység szerkezetét. Kárpátalja földtani térképezésének eredményeit Wein Györggyel adta ki. Leginkább a földtörténeti időbeosztás elvi kérdéseivel, továbbá a harmadidőszak rétegtanával foglalkozott. Több mint 50 közleménye jelent meg.
Sírja a Farkasréti temetőben található (34/3-1-144/145).

## Családja
Szülei: Horusitzky Henrik (1870–1944) agrogeológus és Burghardt Valéria (1880–1906) voltak. 1933-ban, Budapesten házasságot kötött Molnár Adrienne-vel. Testvére Horusitzky Zoltán (1903–1985) zeneszerző volt.

## Művei
- A "mocsárlösz" terminológiájáról (Földtani Közlöny, 1932)
- A kréta és harmadkor közötti határkérdések természetes megoldása (Mathematikai és Természettudományi Értesítő, 1933)
- A kárpátmedencei alsómiocén földtörténeti tagozódása és földrajzi kapcsolatai (Beszámoló a Földtani Intézet Vitaüléseiről, 1940)
- A víz a föld belsejében (Hidrológiai Közlöny, 1942)
- A Budai-hegység hegyszerkezetének nagy egységei (közlöny, Budapest, 1943)
- A karsztvíz elhelyezkedése a Kárpátmedencében (Műszaki Osztály Közleményei, 1953)
- A magyar föld kincsestára (Budapest, 1954)
- Geokronológiánk mai állása (Földtani Közlöny, 1955)
- Magyarország triászképződményei a nagyszerkezet tükrében (Földtani Intézet Évkönyve, 1961)
- Alsó miocén vitakérdések (szerkesztette: Boda Jenő, Budapest, 1979)

## Díjai
- Magyarhoni Földtani Társulat emlékgyűrűje (1966)[3]